# Hilmar Sølund
Hilmar Sølund (født 6. december 1927 i Skjern, død 11. oktober 2016 i Holstebro) var en dansk politiker, der var borgmester i Herning Kommune fra 1990 til 1997, valgt for Socialdemokraterne. Han var desuden formand for Kommunernes Landsforening fra 1992 til 1994. 
Sølund var i sit civile liv ansat ved DSB, hvor han begyndte som trafikelev i 1944 og senere blev trafikassistent, overtrafikassistent og trafikkontrollør inden han i 1969 blev leder af DSB's fjernstyringscentral i Herning.
Allerede i 1968 blev han medlem af Herning Byråd, og han nåede i løbet af sin lange kommunalpolitiske karriere at sidde i stort set samtlige stående udvalg, ligesom han havde mange tillidsposter. I 1971 blev han eksempelvis medlem af Kommunernes Lønudvalg, som han fra 1982 til 1990 var formand for. I den egenskab var han hovedforhandler ved flere overenskomstforhandlinger. Fra 1979 til 1994 var han bestyrelsesmedlem i Kommunernes Landsforening, og blev formand, da Thorkild Simonsen gik af i 1992. Fra 1986 til 1990 var han tillige medlem af Ringkøbing Amtsråd. 
Højdepunktet i Sølunds politiske virke var, da det ved kommunalvalget 1989 lykkedes at bryde 77 års uafbrudt Venstre-styre i Herning, ikke mindst takket være et personligt stemmetal på 12.000. Det lykkedes ham at forsvare posten ved valget 1993, men da han valgte ikke at genopstille i 1997, gik posten atter til Venstre, og Helge Sander overtog således borgmesterkontoret.
Hilmar Sølund var fra  1949 til sin død gift med Tove Sølund. Parret havde to børn.